# Bahiopsis parishii
Bahiopsis parishii là một loài thực vật có hoa trong họ Cúc. Loài này được (Greene) E.E.Schill. & Panero mô tả khoa học đầu tiên năm 2002.